# Município de Jackson (condado de Monroe, Ohio)
O município de Jackson (em inglês: Jackson Township) é um município localizado no condado de Monroe no estado estadounidense de Ohio. No ano de 2010 tinha uma população de 477 habitantes e uma densidade populacional de 9,14 pessoas por km².

## Geografia
O município de Jackson encontra-se localizado nas coordenadas 39° 35′ 36″ N, 81° 00′ 49″ O. Segundo a Departamento do Censo dos Estados Unidos, o município tem uma superfície total de 52.21 km², da qual 51,44 km² correspondem a terra firme e (1,49 %) 0,78 km² é água.

## Demografia
Segundo o censo de 2010, tinha 477 pessoas residindo no município de Jackson. A densidade populacional era de 9,14 hab./km². Dos 477 habitantes, o município de Jackson estava composto pelo 99,37 % brancos e o 0,63 % eram de uma mistura de raças. Do total da população o 0,21 % eram hispanos ou latinos de qualquer raça.